# 유럽 국민당 그룹

유럽 국민당 그룹(Group of the European People's Party, EPP 그룹)은 유럽 의회의 정치 그룹 가운데 하나로 중도우파 성향을 띤다. 유럽 범위의 정당인 유럽 국민당에 참가하는 각국의 정당 소속 유럽 의회 의원 및 몇몇 무소속 의원으로 형성되어 있다.

## 같이 보기
- 유럽 국민당